# Mont des Arts
El Mont des Arts (en francés, pronunciado /mɔ̃ dez‿aʁ/) o Kunstberg (en neerlandés, pronunciado /ˈkʏnstbɛr(ə)x/ⓘ), que literalmente significa «monte de las artes», es un complejo urbano situado en el centro de Bruselas (Bélgica), que contiene la Biblioteca Real de Bélgica, los Archivos Nacionales de Bélgica, el Centro de Convenciones de Bruselas y un jardín público.
El complejo está situado entre la Rue Montagne de la Cour/Hofbergstraat y la Place Royale/Koningsplein, en su parte «alta», y el Boulevard de l'Empereur/Keizerslaan y la Place de l'Albertine/Albertinaplein, en su parte «baja». Se encuentra a poca distancia de la Estación Central de Bruselas.

## Historia

### Historia temprana

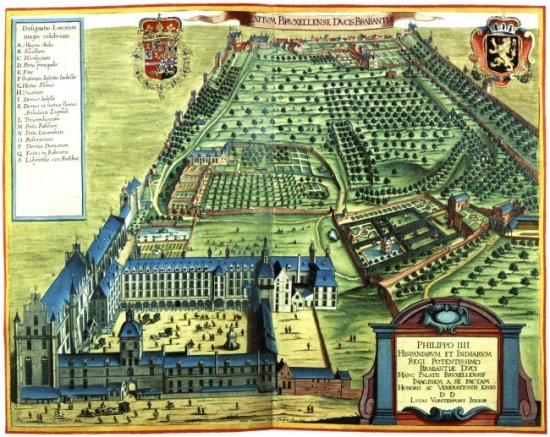
El palacio y los jardines de Coudenberg en 1659, L. Vorsterman el Joven.

La zona del Mont des Arts ha conocido diferentes usos a lo largo de la historia. Los judíos se asentaron allí hasta el siglo xiv, como atestigua el nombre de las antiguas Escaliers des Juifs o Ioode trappen («escaleras de los judíos»), una serie de cuatro empinadas escaleras que conducían a la ciudad alta de Bruselas. Posteriormente, se convirtió en un barrio densamente poblado, el barrio de San Roque (en francés: Quartier Saint-Roch, en neerlandés: Sint-Rochuswijk), que giraba en torno a la Rue des Trois-Têtes/Driehoofdenstraat, desaparecida en la actualidad, y a la antigua Place du Palais/Paleisplein (la actual Place de la Justice/Gerechtsplein), donde se encontraba el primer palacio de justicia de Bruselas.

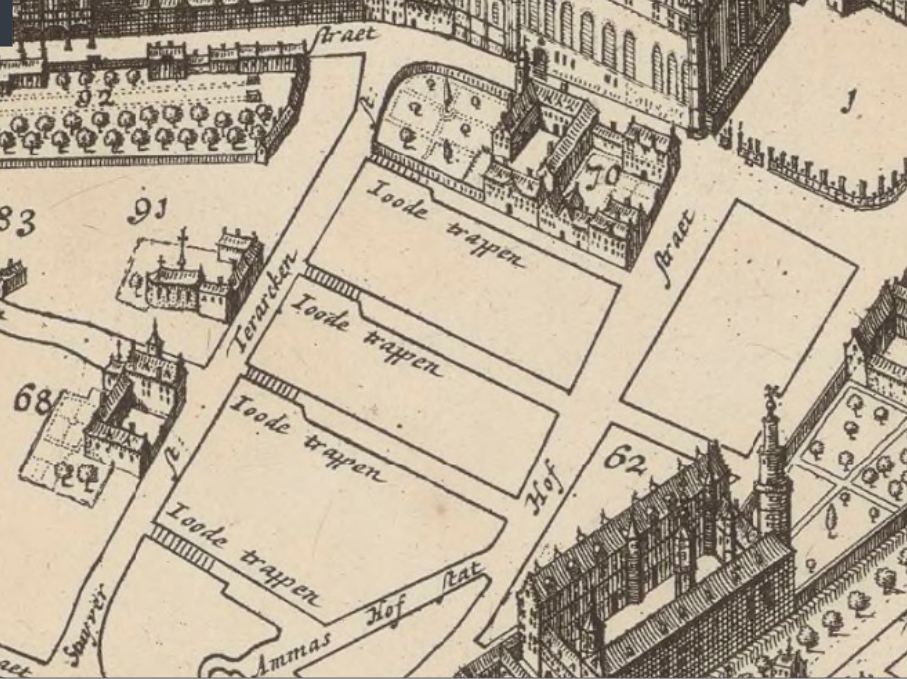
Mapa del centro de Bruselas en 1695, que muestra las cuatro Ioode trappen («escaleras de los judíos») en el barrio judío.

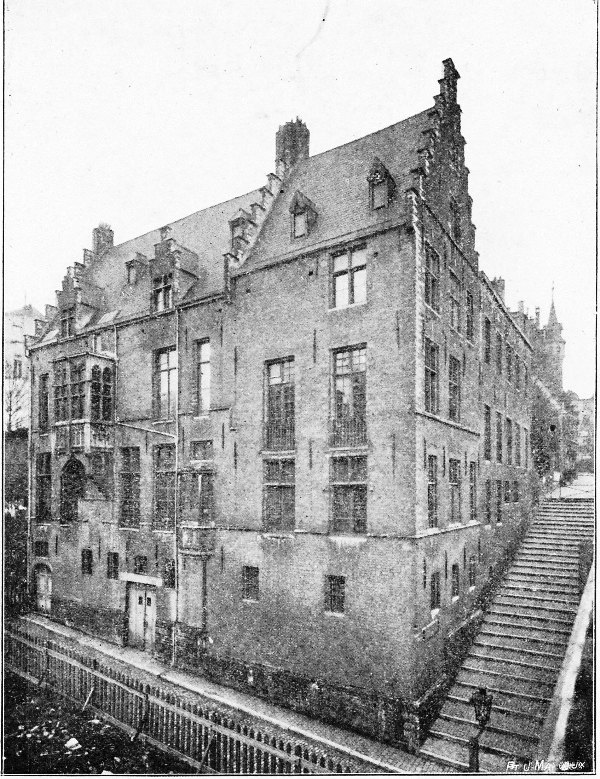
Una de las «escaleras de los judíos» en 1913, con el Hôtel Ravenstein a la izquierda, antes de las obras que transformaron el barrio.

Entre los siglos xv y xviii, la colina junto al barrio era conocida como la Montagne de la Cour/Hofberg («montaña de la Corte») debido a que allí se situaba el antiguo Palacio de Coudenberg. Este palacio, famoso por toda Europa, había sido ampliado en gran medida desde que se convirtió en la residencia de los duques de Brabante, pero fue destruido por un incendio en 1731. En la actualidad solo se conserva una pequeña sección de la Rue Montagne de la Cour bajo la Place Royale/Koningsplein. En los siglos posteriores, el desarrollo del barrio planteó una de las cuestiones más complejas de la historia urbanística de Bruselas: la conexión entre la ciudad alta y la ciudad baja mediante la remodelación de la Montagne de la Cour.

### Primer Mont des Arts (1910–1954)
A finales del siglo xix, el rey Leopoldo II tuvo la idea de convertir la zona en un distrito de las artes y compró todo el barrio. Se convocó a varios arquitectos y urbanistas para que elaboraran el proyecto de los edificios, que iban a albergar toda clase de instituciones culturales. Mientras tanto, el entonces alcalde de Bruselas, Charles Buls, había elaborado un modesto proyecto para el barrio de San Roque. Sus concepciones urbanísticas y estéticas eran totalmente opuestas a las de Leopoldo II. El alcalde quería conservar la mayor parte posible del antiguo barrio, mientras el rey imaginaba grandiosos proyectos para su capital. Muy aislado, Buls no fue seguido por el consejo municipal, que votó por el proyecto del rey el 19 de noviembre de 1894. Enfermo, Buls dimitiría cinco años más tarde.
Tras la demolición de los antiguos edificios entre 1897 y 1898, el barrio se transformó en un solar vacío porque el proyecto carecía de recursos financieros suficientes. Finalmente, en 1903 se firmó un acuerdo entre el Ayuntamiento de Bruselas y el Estado belga para la construcción de la Estación Central y la creación del Mont des Arts, junto con la completa reorganización de los antiguos barrios de San Roque y Putterie/Putterij. Para aumentar el atractivo de la zona durante la Exposición Universal de Bruselas de 1910, el rey encargó al arquitecto paisajista francés Pierre Vacherot que diseñara un jardín «temporal» en la colina. Este jardín tenía un parque y una escalera monumental con fuentes en cascada y terrazas que descendían la suave pendiente desde la Place Royale/Koningsplein hasta el Boulevard de l'Empereur/Keizerslaan. En 1910, un año después de la muerte de Leopoldo II, el nuevo parque fue inaugurado por su sucesor, Alberto I.

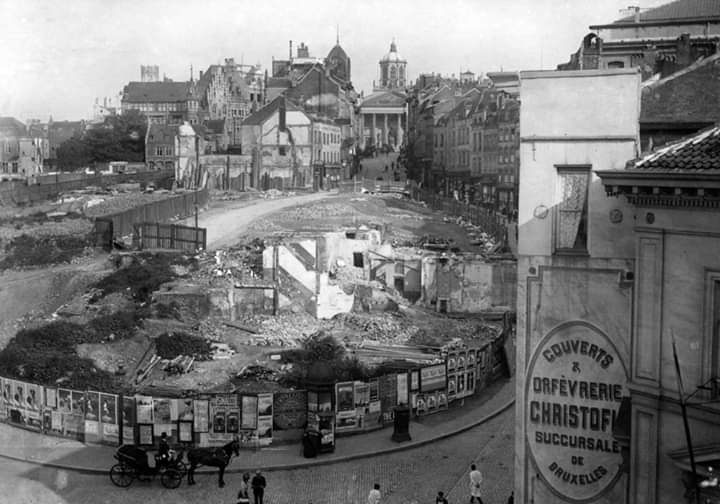
La destrucción del barrio de San Roque en 1898 para permitir la construcción del Mont des Arts.
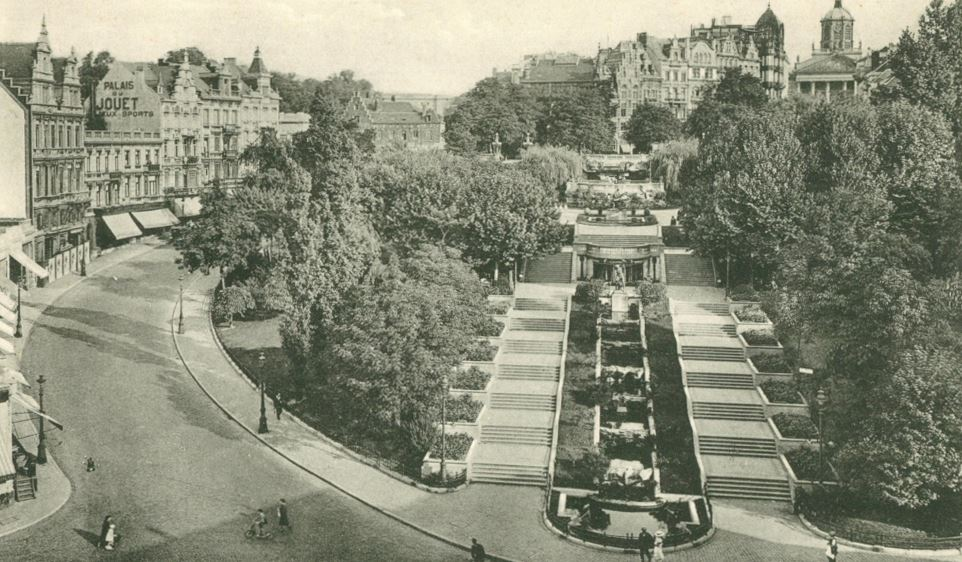
El Mont des Arts en la década de 1920, con el jardín temporal de Vacherot.

### Segundo Mont des Arts (1954–actualidad)
Aunque el jardín de Vacherot fue concebido como temporal, se convirtió en una zona verde muy apreciada en el corazón de la capital. Sin embargo, cuando a finales de la década de 1930 se retomaron los proyectos para el Mont des Arts, tuvo que ser destruido para crear una nueva plaza que sería el centro del nuevo proyecto de renovación urbana. El proyecto fue confiado conjuntamente a los arquitectos Maurice Houyoux y Jules Ghobert. Entre 1956 y 1969, el parque y sus alrededores fueron sustituidos por estructuras geométricas grandes y severas como la Biblioteca Real de Bélgica y el Palacio de Congresos. El nuevo jardín geométrico, diseñado por el arquitecto paisajista René Pechère, se construyó sobre el forjado que cubre el aparcamiento de Albertine. La construcción de la Biblioteca Real provocó la completa desaparición del antiguo Palacio de Orange-Nassau, con la excepción de la capilla de San Jorge. Ante la ola de protestas, en 1961–62 se decidió integrarla en el complejo de la biblioteca. La inauguración tuvo lugar en 1969.

## En la actualidad
El Mont des Arts ofrece una de las mejores vistas de Bruselas. Aunque el cubo de vidrio y acero que forma la nueva entrada al centro de convenciones ha modificado la parte superior del complejo, la perspectiva creada por Péchère se ha conservado sustancialmente intacta. Desde el mirador elevado, puede verse claramente la famosa torre del Ayuntamiento de Bruselas en la Grand-Place/Grote Markt. En un día soleado, se puede ver la basílica de Koekelberg e incluso el Atomium. Al oeste se encuentra la estatua ecuestre de bronce de Alberto I, realizada por el escultor Alfred Courtens e inaugurada en 1951. Desde el otro extremo, mirando hacia arriba, hacia la Place Royale/Koningsplein, la cúpula de la iglesia de Santiago de Coudenberg cierra la perspectiva. Entre las atracciones turísticas situadas a poca distancia del Mont des Arts cabe mencionar el Museo de Instrumentos Musicales, los Museos Reales de Bellas Artes, el Palacio Real y la catedral de San Miguel y Santa Gúdula.

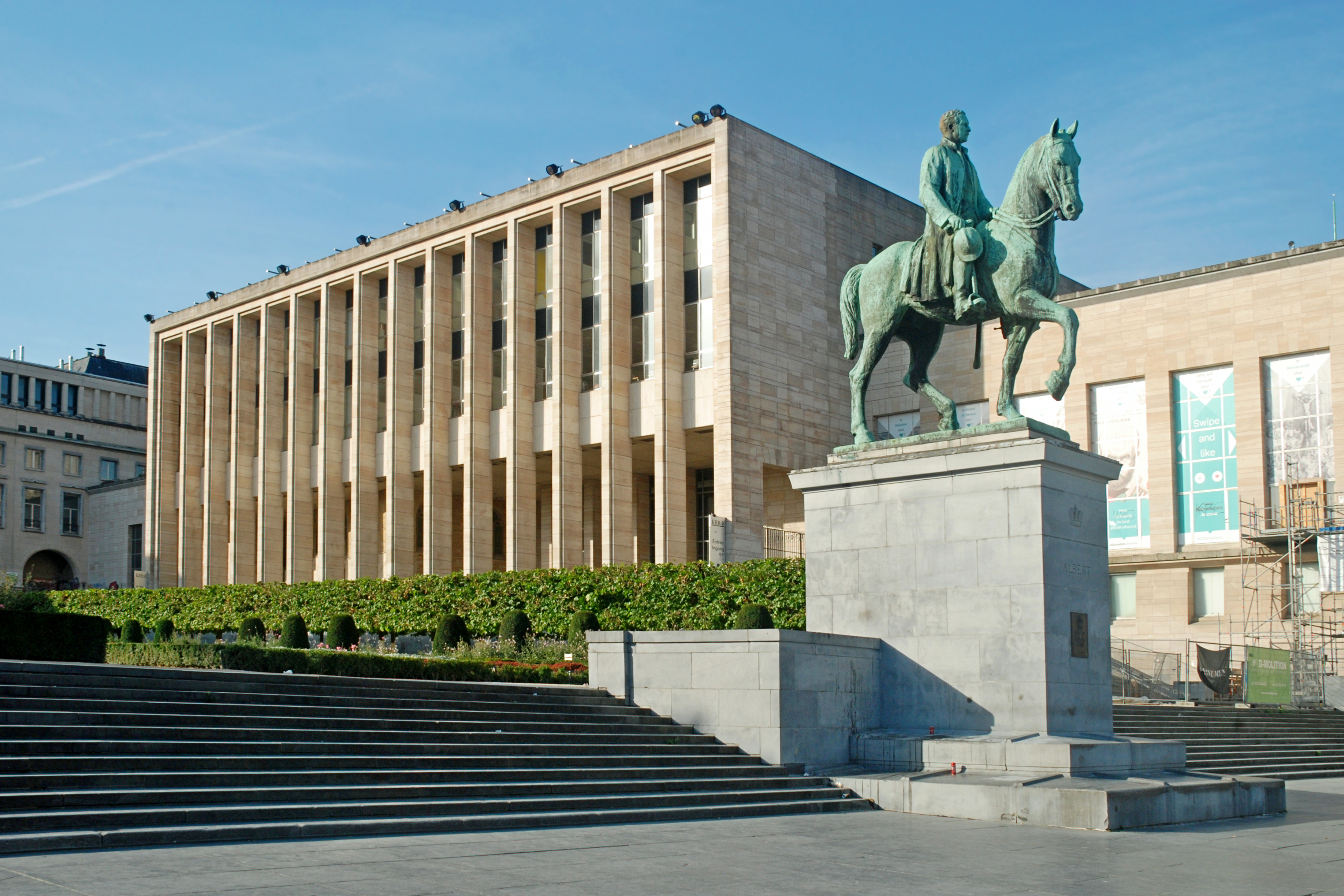
La Biblioteca Real de Bélgica y la estatua ecuestre de Alberto I.
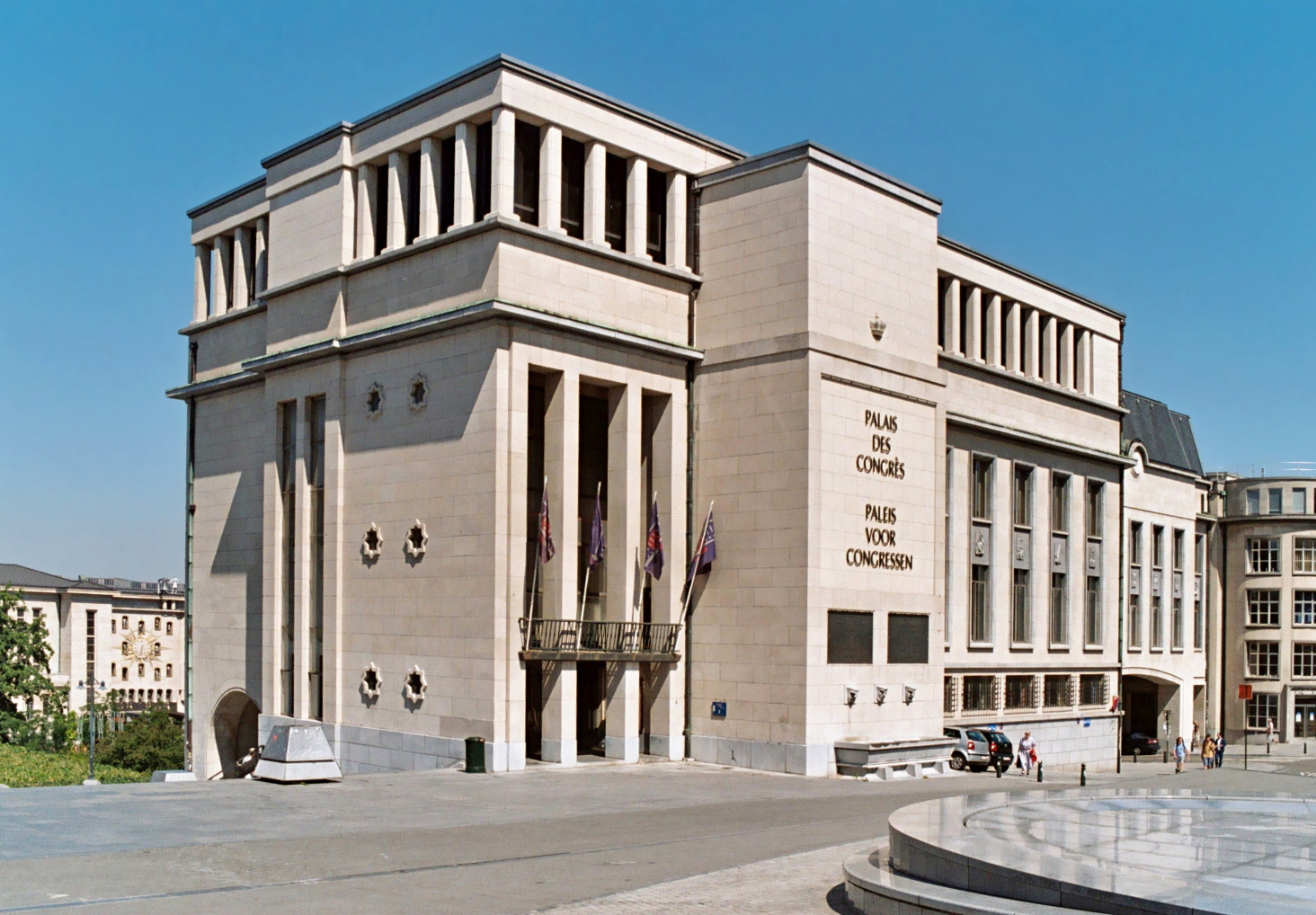
El Palacio de Congresos de Bruselas.
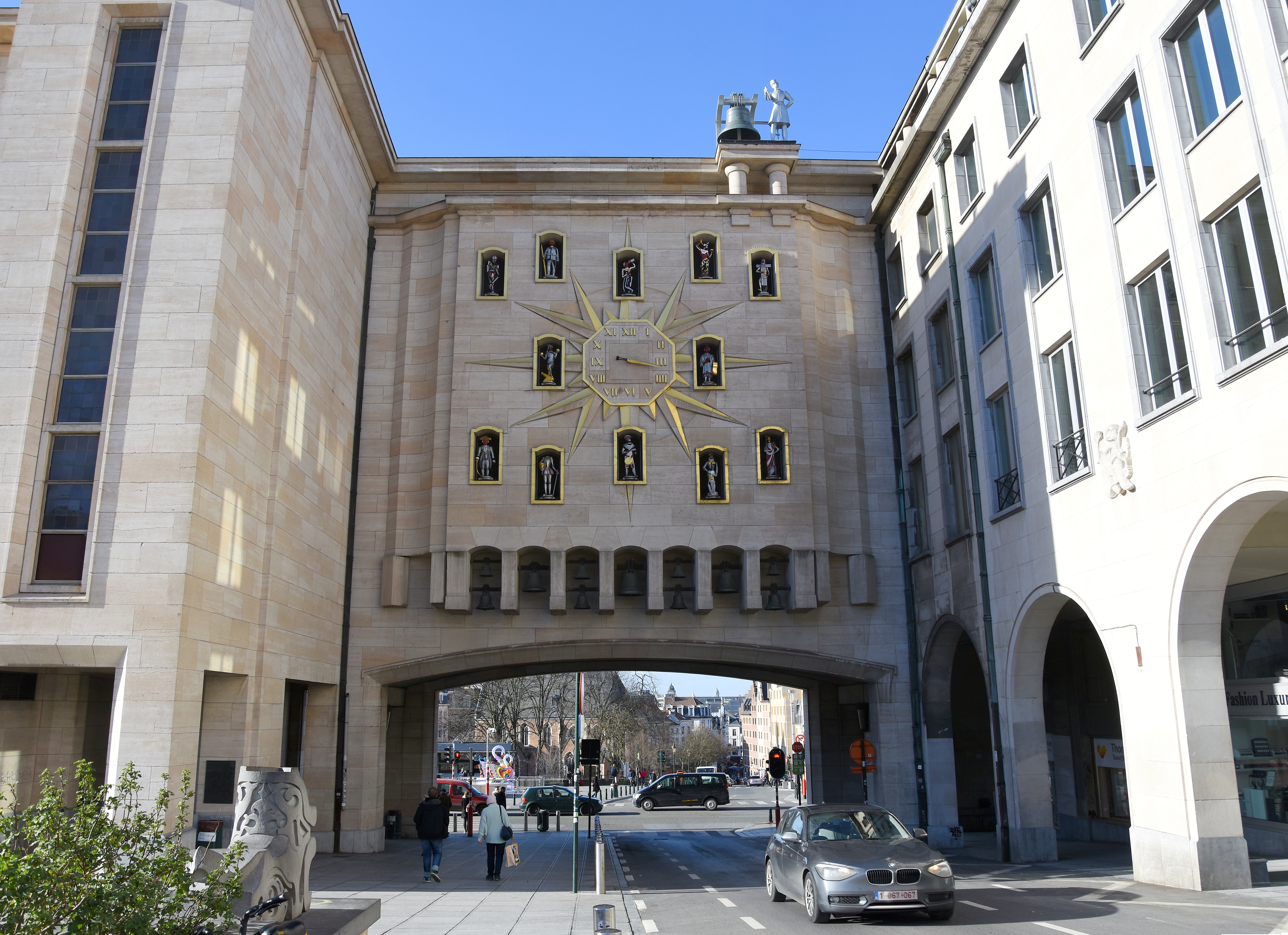
El carillón del Mont des Arts.
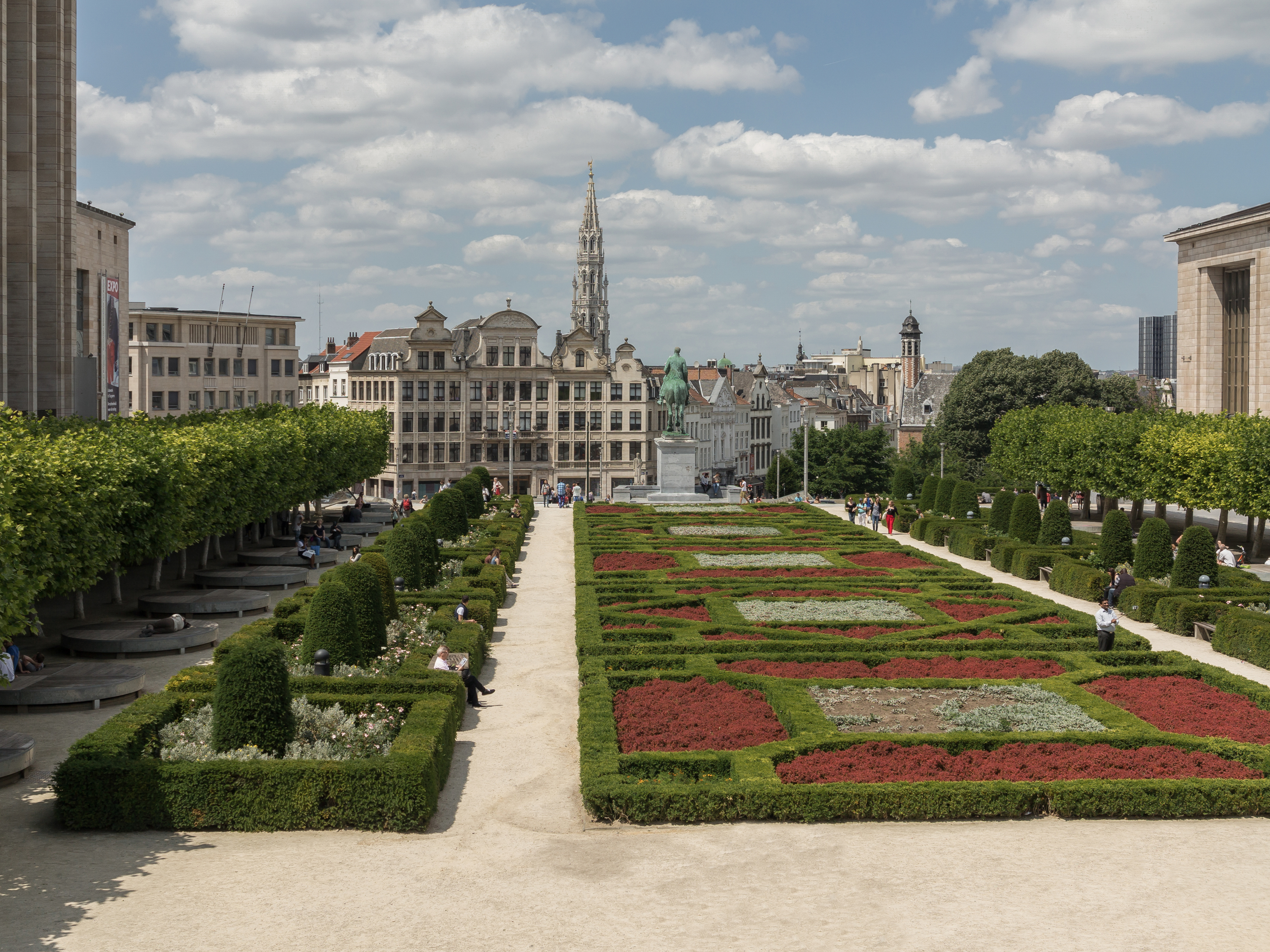
El jardín del Mont des Arts durante el día.